# Irina Alexandrowna Rodionowa
Irina Alexandrowna Rodionowa (russisch Ирина Александровна Родионова; * 1. August 1951 in Noginsk, Oblast Moskau) ist eine sowjetische bzw. russische Wirtschaftsgeographin und Hochschullehrerin.

## Leben
Das Studium am Moskauer Institut für Ingenieurgeodäsie, Aerofotografie und Kartografie (MIIGAiK) schloss Rodionowa 1974 als Ingenieur-Kartografin mit Auszeichnung ab. Darauf war sie dort bis 1977 Senior-Ingenieurin am Lehrstuhl für Aerofotografie.
Von 1982 bis 2006 war Rodionowa wissenschaftliche Mitarbeiterin (ab 2004 führende wissenschaftliche Mitarbeiterin) des Lehrstuhls für Sozialökonomie-Geographie fremder Länder der Geographie-Fakultät der Lomonossow-Universität Moskau (MGU). Sie verteidigte 1992 ihre Kandidat-Dissertation über die kartografische Interpretation des Problems der sozialökonomischen Rückständigkeit von Entwicklungsländern am Beispiel der Erstellung komplexer Atlanten mit Erfolg für die Promotion zur Kandidatin der geographischen Wissenschaften.
Darauf wurde Rodionowa Dozentin der Russischen Universität der Völkerfreundschaft (RUDN) am Lehrstuhl für ökonomische und politische Geographie der Ökonomie-Fakultät. Sie verteidigte 2003 ihre Doktor-Dissertation mit einer makrogeographischen Analyse der strukturellen Verlagerungen in der Weltwirtschaft in der zweiten Hälfte des 20. Jahrhunderts mit Erfolg für die Promotion zur Doktorin der geographischen Wissenschaften. Seit 2004 ist sie Professorin des Lehrstuhls für regionale Ökonomie und Geographie der RUDN (2005 Verleihung des akademischen Professor-Grades). Seitdem leitet sie das Methodik-Seminar über Globalistik und Geoökonomie der Ökonomie-Fakultät der RUDN.
Rodionowa ist Mitglied der Russischen Geographischen Gesellschaft, Mitglied des Zentralen Hauses der Wissenschaftler der Russischen Akademie der Wissenschaften (seit 2005) und Vollmitglied der Russischen Akademie der Naturwissenschaften (seit 2011). Sie ist Mitglied des Redaktionskollegiums des Bulletin of Geography. Socio-economic Series.

## Ehrungen, Preise
- Ehrenarbeiterin der Höheren Berufsbildung (2012)